# Torre Beretti e Castellaro
Torre Beretti e Castellaro é uma comuna italiana da região da Lombardia, província de Pavia, com cerca de 558 habitantes. Estende-se por uma área de 17 km², tendo uma densidade populacional de 33 hab/km². Faz fronteira com Bozzole (AL), Frascarolo, Mede, Sartirana Lomellina, Valenza (AL).

## Demografia
| Variação demográfica do município entre 1861 e 2011                               |
|                                                                                   |
| Fonte: Istituto Nazionale di Statistica (ISTAT) - Elaboração gráfica da Wikipedia |